# 薛煥
薛 煥（せつ かん、Xue Huan、1815年 - 1880年）は、清末の官僚。字は覲堂。四川省興文出身。
道光24年（1844年）に挙人となり、道光29年（1849年）に江蘇省金山県の知県に選ばれた後、小刀会と戦って昇進を重ねた。
咸豊10年（1860年）に太平天国軍が第二次江南大営攻略を成功させると、両江総督の何桂清は上海に逃亡し、江蘇巡撫の徐有壬は蘇州で戦死した。この緊急時に江蘇布政使の薛煥は江蘇巡撫の職を引き継ぎ、両江総督代理となった。薛煥は朝廷に火砲と艦艇の購入を上奏して、上海の防衛を固めるのに尽力した。翌咸豊11年（1861年）4月に曽国藩が両江総督に就任し、翌同治元年（1862年）に李鴻章が江蘇巡撫の職を引き継ぐと薛煥は欽差大臣となり、依然として上海で洋務運動の監督にあたった。
同年に北京に戻り、礼部左侍郎・総理各国事務衙門大臣となり、さらに工部右侍郎に異動となった。同治3年（1864年）に都察院左副都御史・通政使司通政使となった。同治5年（1866年）に引退して故郷に戻ったが、光緒元年（1875年）には雲南省に赴いてマーガリー事件の処理にあたった。